# Lysticka
Lysticka (Hapalopilus rutilans) är en svampart som först beskrevs av Christiaan Hendrik Persoon, och fick sitt nu gällande namn av Petter Adolf Karsten 1881. Enligt Catalogue of Life ingår Lysticka i släktet Hapalopilus,  och familjen Polyporaceae, men enligt Dyntaxa är tillhörigheten istället släktet Hapalopilus,  och familjen Hapalopilaceae. Arten är reproducerande i Sverige. Inga underarter finns listade i Catalogue of Life.